# Acorn Computer BBC Master Compact
Acorn Computer BBC Master Compact (BBC Master Compact) је кућни рачунар, производ фирме Acorn Computer који је почео да се израђује у Уједињеном Краљевству током 1986. године.
Користио је MOS 65C02 као централни микропроцесор а RAM меморија рачунара BBC Master Compact је имала капацитет од 128 Kb. 

## Детаљни подаци
Детаљнији подаци о рачунару BBC Master Compact су дати у табели испод.
|                       |                                                                                                   |
| [ 1 ]                 |                                                                                                   |
| Произвођач            |                                                                                                   |
| Тип                   | кућни рачунар                                                                                     |
| Меморија              | 128                                                                                               |
| Поријекло             | Уједињено Краљевство                                                                              |
| Година                | 1986                                                                                              |
| Тастатура             | Пуни помак тастатура, 10 функцијских тастера, тастери смјера, нумеричка тастатура                 |
| Процесор              |                                                                                                   |
| Фреквенција процесора | 1,8                                                                                               |
| RAM                   | 128                                                                                               |
| ROM                   | 64 + проширење                                                                                    |
| Текст                 | 80 x 32/25 (2 боје) / 40 x 32/25 (2 или 4 боје) / 20 x 32 (16 боја) / 40 x 25 (приказ телетекста) |
| Графика               | 640 x 256 (2 боје) / 320 x 256 (4 боје) / 160 x 256 (16 боја)                                     |
| Боја                  | 16 (8 боја + опционо треперење)                                                                   |
| Звук                  | 3 канала, 7 октава                                                                                |
| Димензије             | 38 x 17 x 6                                                                                       |
| Портови               |                                                                                                   |
| Оперативни систем     |                                                                                                   |